# Håkan Svensson
Håkan Svensson (* 20. Januar 1970 in Halmstad) ist ein ehemaliger schwedischer Fußballspieler. Der Torhüter, mit Halmstads BK zweimal schwedischer Meister, kam für die schwedische Nationalmannschaft in fünf Länderspielen zum Einsatz. Nach dem Ende seiner aktiven Laufbahn war er zeitweise als Torwarttrainer tätig.

## Sportlicher Werdegang
Svensson spielte in der Jugend bei Rydöbruks IF. 1990 wechselte der Torwart zu Halmstads BK in die Allsvenskan. Bis 2002 hütete er dort das Tor und konnte zwei Meistertitel und einmal den Gewinn des Svenska Cupen feiern. 
Svensson galt als einer der besten Torhüter der Liga und kam am 29. Januar 1998 zu seinem Debüt in der schwedischen Nationalmannschaft, als die Auswahl sich 0:0-Unentschieden von Jamaika trennte. Beim nächsten Länderspiel am 25. März kassierte er vier Gegentore, als man beim Debüt des neuen Nationaltrainers Tommy Söderberg Spanien 0:4 unterlag. Daraufhin verlor er seinen Platz zwischen den Pfosten an Magnus Hedman. 2001 konnte er sich wieder ins Tor der Landesauswahl spielen, sein Einsatz beim 0:0-Unentschieden am 31. Januar gegen die färöische Auswahl blieb jedoch sein letztes Spiel für die schwedische Nationalmannschaft.
2003 verließ Svensson Halmstads BK und wechselte zu AIK Solna. Dort war er zwar zwei Jahre Stammspieler, dennoch zog er 2005 weiter zu Enosis Neon Paralimni nach Zypern. Nach nur einem halben Jahr kehrte er wieder nach Schweden zurück und schloss sich IF Elfsborg an, wo er den verletzten Johan Wiland ersetzte. Ursprünglich wollte er nach Saisonende seine Karriere beenden, beim Ligarivalen BK Häcken hatten sich jedoch die beiden Torhüter verletzt und Svensson wurde kurzfristig als erfahrener Trainingspartner für Christoffer Källqvist verpflichtet., letztlich kam er bis zur Sommerpause in zwei Ligaspielen zum Einsatz, ehe sich Nachwuchsmann Alexander Hysén im Tor durchsetzte. Anschließend wechselte er zu Malmö FF, wo er ebenfalls nach dem Abschied von Stammtorhüter Mattias Asper hinter dem nachrückenden Jonas Sandqvist zusammen mit dem 40-Jährigen Jonnie Fedel als erfahrener Backup fungieren sollte. Er unterzeichnete einen Kontrakt bis Saisonende, den der Verein per Option um ein Jahr verlängern konnte. Im Oktober des Jahres kam er als Einwechselspieler beim 2:1-Erfolg über IFK Göteborg zu einem Ligaspiel zum Einsatz.
Nach seinem Karriereende 2007 schloss Svensson sich als Torwarttrainer beim Zweitligisten Falkenbergs FF dem Team des neu verpflichteten Cheftrainers Thomas Askebrand an. Fünf Jahre lang zeichnete er sich für das Torhüterduo Stojan Lukić und Jesper Hansen verantwortlich, ehe er den in der Superettan antretenden Klub im Januar 2013 verließ. Zwischen 2014 und 2016 war er in analoger Funktion Teil des Trainerstabs bei seinem Ex-Klub Halmstads BK. Ende 2016 schloss er sich Landskrona BoIS an, wo er zusammen mit dem ebenfalls neu verpflichteten Jonas Thern einerseits als Torwarttrainer zum Trainerteam der Wettkampfmannschaft stieß und andererseits in der Jugendarbeit tätig werden sollte. Nachdem Thern bereits im April den Klub wegen Differenzen in der Ausrichtung der Arbeit verlassen hatte, folgte Svensson knapp einen Monat später seinem Beispiel.

## Familie
Svensson ist Vater des schwedischen Profifußballers Rasmus Wiedesheim-Paul (* 1999), der 2016 für Halmstads BK im schwedischen Profifußball debütierte und später ins Ausland wechselte.

## Erfolge
- Schwedischer Meister: 1997, 2000
- Schwedischer Pokalsieger: 1995